# Fonogram
Fonogram fue un sello discográfico español, cuyo propietario fue Philips Records. Su homónimo internacional fue la británica Phonogram Records que, al fusionarse con el sello alemán Polydor Records, dio lugar a la compañía PolyGram (1972), compañía discográfica que creó Philips para sus intereses musicales. En 1998, fue vendida a la división de entretenimiento de la canadiense Seagram, la cual, en 2000 vendió está sección a la francesa Vivendi y quedó incluida dentro del grupo Universal Music Group. 
Fonogram fue conocida en España por haber sido el sello del popular cantante Nino Bravo durante la época en que ejerció de director general de la filial española Mariano de Zúñiga.
La Masa Coral "Tomás Luis de Victoria" de Cartagena eligió Fonogram para sus grabaciones. En la página web no oficial de este grupo coral aparece la portada del disco "Música Coral del Renacimiento español" producido en 1984 bajo la dirección de D. Juan Lanzón Meléndez y con el patrocinio de la Concejalía de Cultura del Ayuntamiento de Cartagena, el Patronato Municipal de la Masa Coral "Tomás Luis de Victoria" de Cartagena y la Consejería de Cultura y Educación de la Región de Murcia. 